# Divizia A 1978-1979
La Divizia A 1978-1979 è stata la 61ª edizione della massima serie del campionato di calcio rumeno, disputato tra il 24 agosto 1978 e il 24 giugno 1979 e concluso con la vittoria finale dell'Argeș Pitești, al suo secondo titolo.
Capocannoniere del torneo fu Marin Radu (Argeș Pitești), con 22 reti.

## Formula
Le squadre partecipanti furono 18 e disputarono un turno di andata e ritorno per un totale di trentaquattro partite.
Le ultime tre classificate retrocedettero in Divizia B.
Le qualificate alle coppe europee furono quattro: la vincente alla coppa dei Campioni 1979-1980, seconda e terza alla Coppa UEFA 1979-1980 e la vincente della coppa di Romania alla coppa delle Coppe 1979-1980.

## Squadre partecipanti
| Club                  | Città          | Stadio | Posizione 1977-1978 |
| --------------------- | -------------- | ------ | ------------------- |
| Steaua Bucarest       | Bucarest       |        | Campione di Romania |
| ASA Târgu Mureș       | Târgu Mureș    |        | 12°                 |
| FC Baia Mare          | Baia Mare      |        | Divizia B           |
| Chimia Râmnicu-Vâlcea | Râmnicu Vâlcea |        | Divizia B           |
| Dinamo Bucarest       | Bucarest       |        | 5°                  |
| Sportul Studențesc    | Bucarest       |        | 4°                  |
| UTA Arad              | Arad           |        | 10°                 |
| Universitatea Craiova | Craiova        |        | 6°                  |
| FC Argeș Pitești      | Pitești        |        | 2°                  |
| Olimpia Satu Mare     | Satu Mare      |        | 13°                 |
| CS Târgoviște         | Târgoviște     |        | 9°                  |
| Jiul Petroșani        | Petroșani      |        | 7°                  |
| FC Bihor Oradea       | Oradea         |        | 14°                 |
| SC Bacău              | Bacău          |        | 11°                 |
| Gloria Buzău          | Buzău          |        | Divizia B           |
| Corvinul Hunedoara    | Hunedoara      |        | 8°                  |
| Politehnica Timișoara | Timișoara      |        | 3°                  |
| Politehnica Iași      | Iași           |        | 15°                 |

## Classifica finale
|    | Classifica            | G  | V  | N | P  | GF | GS | Dif | Pt |
| -- | --------------------- | -- | -- | - | -- | -- | -- | --- | -- |
| 1  | Argeș Pitești         | 34 | 20 | 5 | 9  | 54 | 29 | +25 | 45 |
| 2  | Dinamo București      | 34 | 16 | 9 | 9  | 51 | 28 | +23 | 41 |
| 3  | Steaua București      | 34 | 18 | 4 | 12 | 57 | 32 | +25 | 40 |
| 4  | Universitatea Craiova | 34 | 15 | 8 | 11 | 40 | 25 | +15 | 38 |
| 5  | FC Baia Mare          | 34 | 17 | 4 | 13 | 42 | 38 | +4  | 38 |
| 6  | Sportul Studențesc    | 34 | 14 | 7 | 13 | 42 | 41 | +1  | 35 |
| 7  | CS Târgoviște         | 34 | 15 | 5 | 14 | 38 | 38 | 0   | 35 |
| 8  | SC Bacău              | 34 | 14 | 6 | 14 | 37 | 38 | -1  | 34 |
| 9  | ASA Târgu Mureș       | 34 | 13 | 6 | 15 | 49 | 59 | -10 | 32 |
| 10 | Olimpia Satu Mare     | 34 | 14 | 4 | 16 | 38 | 52 | -14 | 32 |
| 11 | Politehnica Timișoara | 34 | 13 | 5 | 16 | 35 | 37 | -2  | 31 |
| 12 | Politehnica Iași      | 34 | 11 | 9 | 14 | 37 | 44 | -7  | 31 |
| 13 | Gloria Buzău          | 34 | 13 | 5 | 16 | 34 | 46 | -12 | 31 |
| 14 | Jiul Petroșani        | 34 | 13 | 5 | 16 | 38 | 51 | -13 | 31 |
| 15 | Chimia Râmnicu-Vâlcea | 34 | 13 | 5 | 16 | 38 | 54 | -16 | 31 |
| 16 | Corvinul Hunedoara    | 34 | 13 | 4 | 17 | 45 | 50 | -5  | 30 |
| 17 | UTA Arad              | 34 | 11 | 7 | 16 | 45 | 46 | -1  | 29 |
| 18 | Bihor Oradea          | 34 | 10 | 8 | 16 | 37 | 49 | -12 | 28 |

### Verdetti
- Argeș Pitești Campione di Romania 1978-79.
- Corvinul Hunedoara, UTA Arad e Bihor Oradea retrocesse in Divizia B.

### Qualificazioni alle Coppe europee
- Coppa dei Campioni 1979-1980: Argeș Pitești qualificato.
- Coppa UEFA 1979-1980: Dinamo București e Universitatea Craiova qualificate.